# Choupette (kat)
Choupette (15 augustus 2011) is een witte Birmaanse kat. Zij was de huiskat van Karl Lagerfeld van 2011 tot aan zijn overlijden in 2019. Lagerfeld had haar als geschenk gekregen van Baptiste Giabiconi nadat hij op haar had gepast tijdens de afwezigheid van Giabiconi. Sinds 2012 heeft zij een eigen Twitter-account, en ook een eigen Facebook en Instagram-account, die door Lagerfeld werden geopend. Hij zette haar neer als een diva in de stijl van Greta Garbo, levend in luxe. Choupette heeft via haar eigenaar verschillende interviews over haar leven bij Lagerfeld gegeven.

## Commercieel
Choupette was model in reclames voor onder andere Opel en verscheidene Japanse schoonheidsproducten. Hiermee zou zij in 2014 drie miljoen euro hebben verdiend. Ook verscheen zij samen met diverse modellen op de voorpagina van Vogue. Daarnaast ontwierp Karl Lagerfeld eigen kledinglijnen onder haar naam, te weten "Monster Choupette!" en  "Choupette in Love".

## Trivia
- Lagerfeld was zo zeer op Choupette gesteld, dat hij in 2013 heeft gezegd dat, als dat wettelijk zou zijn toegestaan, hij met haar zou trouwen.
- Brigitte Bardot heeft in een aan Choupette gerichte brief Karl Lagerfeld verzocht het gebruik van bont in zijn collectie te stoppen, echter zonder resultaat.[1]